# Code de droit canonique de 1917
Pour les articles homonymes, voir Code de droit canonique et CIC.
Lire en ligne
Corpus juris canonici Code de droit canonique de 1983
Le Code de droit canonique de 1917 (dont le titre latin est « Codex Iuris Canonici »), aussi appelé code pio-bénédictin, est la première codification officielle, intégrée et systématique de l’ensemble des lois, décrets et règles gouvernant l’Église catholique, dans son aspect institutionnel. Il fut promulgué le 27 mai 1917 et devint officiel le 19 mai 1918. Ce code ne s'appliquait qu'à l'Église latine. Il fut abrogé et remplacé en 1983 par le nouveau code de 1983. 

## Histoire
Jusqu'au XXe siècle, le droit dans l’Église catholique était établi par le Corpus juris canonici essentiellement fixé au XVIe siècle et augmenté des mesures et édits papaux ultérieurs. De même qu'en droit civil le Code Napoléon est l’aboutissement du désir d'avoir un code unique règlementant organiquement toutes les questions de la société civile, dans l'Église catholique un besoin similaire est ressenti particulièrement durant le XIXe siècle.

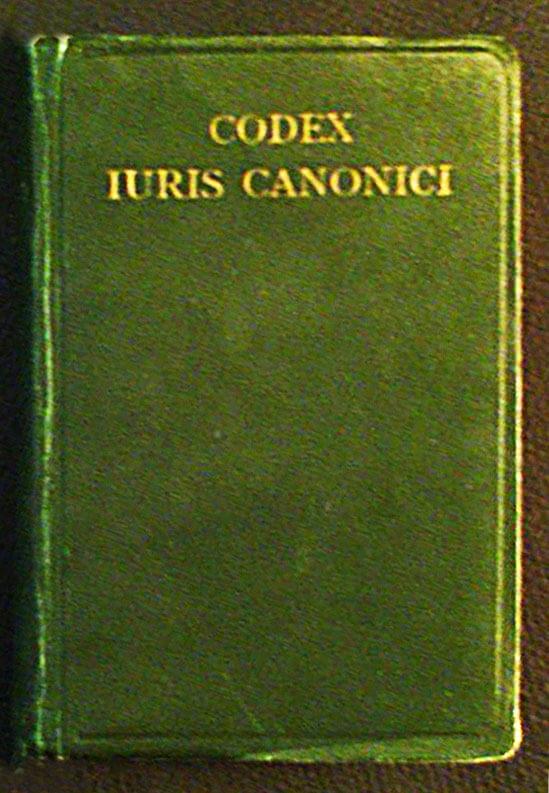
Exemplaire du Code de droit canonique de 1917

Dès les premiers temps de l'Église et jusqu'à l'édit de Milan (en 313) accordant la liberté de religion aux chrétiens les Églises particulières (diocèses) développaient leur propre organisation interne et code de discipline ecclésiastique, sans référence particulière à l'évêque de Rome (le pape) qui cependant était parfois appelé à intervenir en cas de conflit. Il était considéré comme le gardien de l’unité. Certains canons adoptés par plusieurs diocèses voisins acquéraient un plus grande autorité et un caractère plus universel.
Les délibérations des dix premiers conciles œcuméniques — du concile de Nicée (en 325) au 2e concile du Latran (1139) — étaient largement dominées par les questions de foi et doctrine chrétienne. Les pères conciliaires n’en approuvèrent pas moins certains décrets de type disciplinaire valable pour toute l’Église. Par ailleurs la codification de coutumes et règles particulières continua à se développer régionalement et localement, certaines obtenant le statut officieux de loi universelle de par leur acceptation plus ou moins généralisée.  
Au XIIe siècle la confusion était grande. Les canons étaient innombrables. L’authenticité de certains était douteuse. D'autres avaient été remplacés et mis à jour sans être révoqués. Un premier effort est fait vers la moitié du XIIe siècle pour mettre de l’ordre dans ce chaos et créer une législation universelle. Le juriste Gratien, moine du monastère de Camaldoli, se met à la tâche et produit une compilation au titre suffisamment évocateur : Concordance de canons discordants (Concordantia discordantium canonum). C'est ce qui est communément appelé le décret de Gratien.  
Cinq collections de lois y furent ajoutées ultérieurement. Cet ensemble, publié avec le décret de Gratien, est considéré comme le premier code de droit canon de l'Église catholique (Codex juris canonici), mais il est rapidement dépassé par la croissance rapide de l'Église et l'évolution des mentalités et des mœurs. Ni le concile de Trente (1545-1563) ni le premier concile du Vatican (1869-1870), ne sont en mesure d'entreprendre une nouvelle codification, bien que le besoin d’une réforme se fasse sentir de plus en plus.
Des réformes partielles sont promulguées, telle l’Apostolicæ Sedis (1869) de Pie IX (sur les censures) et la constitution Officiorum (1897) de Léon XIII (sur les censures et livres interdits). Mais au début du XXe siècle les « actes canoniques ont tellement augmenté en quantité, et sont si dispersés et déconnectés les uns des autres, qu'un grand nombre d'entre eux sont inconnus non seulement des fidèles mais également de beaucoup des experts eux-mêmes ». 
Le 19 mars 1904, le pape Pie X annonce son intention de revoir entièrement la législation de l'Église catholique et d'élaborer un code universel rassemblant l’ensemble de ses canons. Cette encyclique du 19 mars 1904 s'intitule Arduum sane munus, c'est-à-dire « Une tâche ardue, en effet… »
Une commission est créée à cet effet dont le secrétaire est le cardinal Pietro Gasparri. Les archevêques du monde entier sont consultés, avec charge de collecter suggestions et recommandations de leurs suffragants. Un premier texte est soumis à des experts en droit canonique, agissant comme consultants, ainsi qu’à tous les évêques ayant droit de siège à un concile général. Commentaires, critiques et recommandations furent étudiés plusieurs fois. Le travail dura 13 ans, sans être interrompu par la Première Guerre mondiale. Le code de droit canon fut finalement promulgué le jour de la Pentecôte, 27 mai 1917 (et entrant en vigueur à la Pentecôte suivante, 19 mai 1918). Il concerne l'Église latine.
Le 15 septembre 1917 une commission est créée pour l'interprétation correcte du nouveau code de droit canon. Ce texte est resté en vigueur dans l'Église catholique jusqu'en 1983, lorsque le Pape Jean-Paul II promulgua un nouveau Code de droit canonique, document entièrement refondu et très différent de son prédécesseur, autant dans sa structure que dans son contenu. Il fut suivi du Code des canons des Églises orientales en 1990.

## Organisation et contenu
Le code est divisé en cinq « livres » qui contiennent 2 414 canons :
- Normes générales. Ce premier livre est le plus important car il donne la portée du code et définit ses principes fondateurs dans ses applications et effets. Toutes les lois antérieures au code sont révoquées même si pas en contradiction avec le nouveau texte, sauf si explicitement mentionnées ;

- Les Personnes. Le livre est divisé en trois parties : les clercs, les religieux et le laïcat. En ce qui concerne les « clercs » — une très large partie du livre — toute la hiérarchie est passée en revue, définissant les offices de chacun, allant du pontife romain au vicaire paroissial. Pour les « religieux » les diverses formes d’instituts religieux sont repris, contemplatifs et actifs, y compris les plus récentes fondations des « sociétés apostoliques à vie commune ». Le titre de la troisième partie « le laïcat » est trompeur : seuls 2 des 44 canons traitent des laïcs comme personnes. Les autres traitent des « associations de fidèles » (ou « associations pieuses ») qui en fait comprennent également des religieux et clercs ;

- Les Choses. Avec un titre très vague et neutre, le livre couvre énormément : les sacrements, les lieux sacrés (églises, cimetières, autels, etc.) les temps sacrés (vie liturgique, jours d’obligation), les positions d’enseignement dans l’Église, les bénéfices et propriétés ecclésiastiques ;

- Les Procédures. Canonisation, tribunaux ecclésiastiques, etc. ;

- Les Crimes et châtiments.